# Jump Server
Ein Jump Server (auch Jump Station, Jump Box oder Jump Host) ist ein Rechnersystem, über welches auf Ressourcen einer anderen Netzwerk-Sicherheitszone zugegriffen werden kann. Ein Jump Server hat im Normalfall verstärkte Sicherheitseinstellungen und wird häufig fernüberwacht. Am häufigsten werden Jump Server zur Verwaltung von Ressourcen in einer demilitarisierten Zone (DMZ) eingesetzt.

## Geschichte
Jump Server werden seit den 1990er-Jahren eingesetzt. Seit 2010 werden sie immer unpopulärer und durch alternative Lösungen wie zum Beispiel Virtual Private Networks (VPN) ersetzt.

## Funktionsweise
Jump Server sind häufig mittels Firewall so konfiguriert, dass sie nur von dem internen Netzwerk aus angesteuert werden können, um Anmeldeversuche über das Internet zu unterbinden. Anders als normale Ressourcen in der DMZ erlauben die Jump Server demnach Verbindungen vom internen Netzwerk; sobald ein berechtigter Benutzer mit der Jump Station verbunden ist, kann er sich von dort mit anderen DMZ-Servern verbinden.

### Windows Server
Eine typische Implementierung ist ein Windows Server mit Remote Desktop Services, wodurch sich Administratoren dann mit dem Server verbinden können.

## Sicherheitsbedenken
In den letzten Jahren gab es immer wieder Sicherheitsbedenken an Jump Servern. Die Anmeldedaten der Benutzer, die häufig aufgrund ihrer Funktion erweiterte Rechte innehaben, werden von den Jump Servern im Normalfall zwischengespeichert, was sie zu einem interessanten Ziel für Cyberkriminelle macht.